# Apsilochorema tonkinensis
Apsilochorema tonkinensis är en nattsländeart som beskrevs av Wolfram Mey 1998. Apsilochorema tonkinensis ingår i släktet Apsilochorema och familjen Hydrobiosidae. Inga underarter finns listade i Catalogue of Life.